# Hussa di Bernicia
Hussa ("Hussa Bernicia Cyning"; fl. VI secolo) è stato re di Bernicia (Inghilterra settentrionale) negli anni 585-592.
Succedette al re Frithuwald, ma nessuno dei due viene menzionato tra i discendenti del re Ida, fondatore della casata, nella Historia Brittonum di Nennio. Per questo motivo è stato supposto che il suo regno, e forse quello del suo predecessore, fossero l'esito di una lotta per il trono tra fazioni rivali.
Nennio cita Hussa, attribuendogli sette anni di regno (notizia confermata anche nei "Moore Memoranda") e narrando di una guerra mossa contro di lui da una coalizione di re britanni (Urien di Rheged, Gwallog ap Llaennog dell'Elmet, citato come "Guallauc", Riderch Hael di Strathclyde, citato come "Ryderthen", e un "Morcant" usualmente identificato come Morcant Bulc ap Cyngar, il re britanno di Bryneich, spodestato da re Ida molti anni prima e che sembra fosse in seguito divenuto re di Gododdin. Hussa venne assediato a "Ynys Metcaut", ma l'assassinio di re Urien da parte di Morcant dissolse la coalizione. 
Dopo la morte di Hussa nel 592, sul trono successe Aethelfrith, figlio di Aethelric e quindi appartenente alla linea che discendeva dal capostipite, re Ida.
La lotta tra le fazioni che si contendevano il trono dovette tuttavia continuare: secondo le "Cronache anglosassoni" il figlio di Hussa, Hering sarebbe stato alleato di Áedán mac Gabráin, re di Dalriada nella battaglia di Degsastan contro Aethelfrith, all'epoca (603), re di Bernicia e di Deira (riuniti più tardi nel regno di Northumbria).